# Il promontorio della paura (romanzo)
Il promontorio della paura (The Executioners) è un romanzo thriller di John D. MacDonald, pubblicato nel 1957
o (secondo altre fonti) nel 1958. Il romanzo è stato in seguito ripubblicato come Cape Fear.

## Trama
È l'inizio dell'estate del 1957. L'avvocato Sam Bowden, sposato e con tre figli, ha fatto un incontro che lo ha riportato indietro di  tredici anni, spaventandolo molto. Quando Carol, la moglie, si accorge del suo stato di tensione, lui le dice di aver incontrato un uomo che, nel 1943, aveva fatto condannare per stupro e lesioni aggravate. Questi, il soldato Max Cady, condannato all'ergastolo, in realtà era già uscito dal carcere e aveva cercato Sam per attuare la sua vendetta.
Nel 1943, durante uno scalo a Melbourne Sam aveva fatto una passeggiata notturna e, davvero per caso, aveva colto Cady in flagranza di reato. Trattenuto per il processo, in seguito Sam aveva raggiunto Nuova Delhi dove, con il grado di tenente aveva svolto il suo servizio nella seconda guerra mondiale, tornando a casa, negli Stati Uniti nel 1945, col grado di capitano. Nel recente incontro con Cady, quest'ultimo lo aveva sempre chiamato "tenente" con tono spregiativo; altri aspetti di Cady mettevano in luce un suo palese stato di fanatismo (e di vittimismo) per cui Sam non dubitava della pericolosità dell'uomo.
Ben presto i Bowden rinvengono la loro cagnolina Marilyn morta per avvelenamento. A questo punto, Sam e la moglie cominciano a parlare con i figli del pericolo che incombe su tutti loro. Per resistenza a un poliziotto, Cady è incarcerato per un mese, dando così un po' di respiro alla famiglia, ma, passato un po' di tempo, l'uomo ritorna ancora più ansioso di vendetta. Riesce infatti a ferire il secondogenito dei Bowden, Jamie, che si trovava in campeggio e solo per caso il colpo non è mortale. Quindi avviene un incidente e si scopre che la station wagon, dove viaggiava Carol con il figlio minore, è stata manomessa in modo da perdere una ruota e finire in un fossato.
Sam ha provato a difendersi in tutti i modi, assoldando un investigatore privato come guardia del corpo e ricorrendo anche a piccoli delinquenti locali. La polizia può poco contro Cady, gli altri non possono nulla, perché quell'uomo non si inserisce in una guerra tra bande (che non ci sono nel tranquillo territorio di Cape Fear). Allora comprende che lui stesso e la moglie devono combattere quella belva umana e si organizzano per tendergli una trappola. Il capo della polizia assegna loro un tiratore scelto, Andy Kersek, il quale passa la notte in casa, mentre Sam attende nel granaio. Quando suona l'allarme predisposto, Sam corre verso casa, ma si sloga un piede. Arriva troppo tardi e trova Andy morente, accoltellato, e Cady in fuga. Disperato, Sam spara nel buio alcuni colpi, senza vedere il suo terribile avversario.
Però i colpi tirati alla cieca hanno avuto miglior fortuna di tutte le tattiche studiate per neutralizzare Cady. Poco dopo l'alba, i poliziotti armati fino ai denti risalgono la collina e trovano il pazzo ormai finito per dissanguamento. È morto senza proferire un grido di dolore. Invece il dolore (per i molti rischi corsi, ma soprattutto per l'ingiusta fine di Andy) richiede tempo e, forse, una nuova nascita in casa Bowden.

## Personaggi principali
- Sam Bowden, avvocato, ex ufficiale nella seconda guerra mondiale.
- Carol, moglie di Sam, 37 anni.
- Nancy, primogenita di Sam e Carol, ha quasi quindici anni.
- Jamie, secondogenito dei Bowden, ha undici anni.
- Bucky, figlio più piccolo dei Bowden, ha sei anni.
- Max Cady, ex sergente, ex detenuto, pazzo e delinquente.
- Andy Kersek, appuntato di polizia, tiratore scelto.

## Opere derivate
Il libro ha ispirato due film:
- nel 1962 Il promontorio della paura, con sceneggiatura di John D. MacDonald e regia di J. Lee Thompson[3];
- nel 1991 Cape Fear - Il promontorio della paura, diretto da Martin Scorsese[4].

## Edizioni in italiano
- John D. MacDonald, Quando sparerà?, traduzione di Fluffy Mella Mazzuccato, Gialli Giumar Serie Gialla 04, Edizioni Giumar, 1959
- John D. MacDonald, Il promontorio della paura (Quando sparerà?), traduzione di Fluffy Mella Mazzuccato, Gialli Giumar Ristampe 43, Edizioni Giumar, 1962
- John D. MacDonald, Il promontorio della paura, traduzione di Nicoletta Lamberti, collezione Mystbooks, A. Mondadori, Milano 1992
- John D. MacDonald, Il promontorio della paura, traduzione di Nicoletta Lamberti, collezione Bestsellers n. 388, A. Mondadori, Milano 1994